# إد وودورد
إدوارد قاريث «إد» وودورد (بالإنجليزية: Ed Woodward)‏ (المولود  في 9 نوفمبر من عام 1971ميلادي) هو محاسب إنجليزي ونائب الرئيس التنفيذي لفريق مانشستر يونايتد الإنجليزي. في دوره الحالي يمتلك إد وودورد المسئولية الكاملة لإدارة مانشستر يونايتد.

## التعليم
تحصل إد على تعليمه في مدرسة برنت وود في برنت وود في مقاطعة ايسيكس من عام 1983 وحتى عام 1989. درس الفيزياء في دراسته الجامعية في جامعة بريستول  وتخرج منها عام 1993. بعد ذلك تمكن من الحصول على التأهيل في مجال المحاسبة في 1996.

## مسيرته
بدأ وودورد العمل في شركة برايس ووتر هاوس كوبرز في قسم المحاسبة والاستشارات الضريبية في عام 1993. بعد ذلك تمكن من الالتحاق بشركة جي.بي. مورجان اند كو كمصرفي استثماري في قسم الاندماج و الإستحواذ عام 1999.
في عام 2005 عمل اد وودورد كمستشار مالكوم جليزر ولعائلة الجلايزر خلال استحواذهم الناجح على مانشستر يونايتد في ذلك العام. بعد ذلك عينته العائلة في منصب «تخطيط مالي» للنادي.
في عام 2007 استلم وودورد مهام العمليات التجارية والإعلامية لفريق مانشستر يونايتد. برع إد وودور في هذا المنصب بالذات وبه اشتهرَ وذاع صيتهُ في النادي وذلك  بسبب تمكنه من الحصول على عقود رعاية مغرية للنادي مع شركات من جميع أنحاء المعمورة. يمكن تصور ذلك التأثير الكبير حينما تتم مقارنة عائدات النادي التجارية في عام 2005 والمقدرة بحدود 48.7 مليون باوند استرليني بعائدات الفريق في عام 2012 والتي وصلت إلى 117.6 مليون باوند استرليني. 
بعد ذلك في عام 2012 تم تعيين إد وودورد في مجلس إدارة النادي كنائب رئيس تنفيذي لمانشستر يونايتد. بعد اعتزال الرئيس التنفيذي السابق ديفيد جل في السنة التي تلت 2012 تم ترقية وودورد إلى إعلى دور تشغيلي في أولد ترافورد وذلك لإعادة هيكلة مجلس إدارة النادي. خلف ريتشارد أرنولد إد وودورد في منصب إدارة النادي التجارية.

## الإنتقادات الموجهة له
في يوليو من عام 2014 امتعض مدرب مانشستر يونايتد المعين حديثاً من نجاح مانشستر يونايتد التجاري الضخم والذي إعتقد هو بأنه يعيق نجاح النادي في الملعب وطالب بوجود بعض التوازن بين الإثنين.

## الحياة الشخصية
كان إد وودورد يشجع فريق تشيلمي فورد سيتي في أيام شبابه. كان أبوه مشجعاً لناديي ديربي كاونتي و مانشستر يونايتد. ويقال أن أباه كان ممن حضر نهائي كأس أوروبا 1968 والذي فاز فيه مانشستر يونايتد في ملعب ويمبلي (1923).